# Enrique II de Lorena
Enrique II, llamado el Bueno, ( Nancy, Ducado de Lorena, 8 de noviembre de 1563-Ibidem, 31 de julio de 1624) fue duque de Lorena y de Bar desde 1608 hasta su muerte. Era hijo de Carlos III de Lorena y de Claudia de Valois.

## Biografía
Enrique era hijo de Carlos III, duque de Lorena, y de Claudia de Valois, hija de Enrique II de Francia y de Catalina de Médici. Sus abuelos paternos fueron Francisco I, duque de Lorena, y Cristina de Dinamarca. El esplendor de su bautismo en Bar-le-Duc fue recordado por su tía Margarita de Valois, que entonces tenía diez años.
Enrique se casó, en primer lugar, con Catalina de Borbón, duquesa de Albret, hija de Antonio de Navarra y Juana de Albret, hermana del rey Enrique IV de Francia. La pareja contrajo matrimonio en el castillo de Saint Germain-en-Laye, a las afueras de París, el 31 de enero de 1599. La novia tenía ya 39 años y la unión no pretendía más que asegurar las relaciones con la Casa de Borbón, que hasta entonces había sido rival de la Casa de Lorena. Como Catalina era protestante y Enrique católico, necesitaban una dispensa papal. El papa Clemente VIII se negó a concederla, pero el hermano de Catalina, Enrique, convenció a su hermanastro ilegítimo, Carlos, arzobispo de Ruan, para que oficiara la boda.
Catalina murió en 1604, a la edad de 45 años. Sin descendencia, el duque Enrique contrajo segundas nupcias con Margarita Gonzaga el 24 de abril de 1606 en Mantua, hija mayor de Vincenzo Gonzaga, duque de Mantua, y de su esposa Eleonor de Médici. Eleonor Gonzaga, hermana de Margarita, fue la futura emperatriz del Sacro Imperio Romano Germánico.
Enrique fue sucedido por su hermano menor como Francisco II, duque de Lorena.

## Historia
Las Guerras de religión de Francia impidieron que fuera presentado en la Corte de Francia como su padre y su abuelo. Tampoco había sido preparado para la gestión del ducado, pues su padre prefirió encargar esto a su propio hermano, el cardenal Carlos de Lorena, obispo de Metz. Enrique participó en los combates de las guerras religiosas por el lado católico.
Fue proclamado duque en 1608 a la edad de cuarenta y cinco años y, sin experiencia efectiva y política, cayó bajo la influencia de privados. Fue un defensor ardiente de la Contrarreforma y emitió varios edictos que ordenaban a los protestantes a abandonar Lorena, aunque concedió cierta libertad a los que habitaban en Lixheim.
Adquirió la Anunciación de Caravaggio, que hoy en día se encuentra en Nancy. Igualmente, hizo varios encargos al pintor lorenés Georges de La Tour.
En 1618, la segunda Defenestración de Praga marcó el estallido de la guerra de los Treinta Años. Enrique II permaneció neutral y procuró desempeñar un papel conciliatorio entre los enemigos.
Para resolver la cuestión sucesoria, Enrique quería legar el ducado a su hija mayor, Nicole. El testamento de René II de Lorena especificaba, sin embargo, que el ducado podía transmitirse sólo en descendencia masculina, lo que favorecía la sucesión de su propio hermano Francisco, conde de Vaudémont. Después de agrias negociaciones, casó a Nicole con Carlos de Vaudémont, hijo mayor de su hermano Francisco, y futuro duque Carlos IV. Pero Carlos no respetó más tarde estas disposiciones.
Al final de su vida, la Lorena estaba pasando por un período muy difícil. Enrique II reclutó a soldados para proteger el ducado de los mercenarios que lo atravesaban y reforzó las fortificaciones. Todo esto, junto a los regalos entregados a los privados, puso en un estado lastimoso las finanzas ducales. No obstante, fue llamado “el bueno” por su bondad.

### Matrimonios e hijos
Contrajo matrimonio con Catalina de Borbón (1559-1604), hermana del rey Enrique IV, de la que no tuvo descendencia.
Se casó en segundas nupcias con Margarita de Mantua (1591-1632), de la familia Gonzaga, de la que tuvo dos hijas, ambas casadas con primos:
- Nicole de Lorena (1608–1657), duquesa de Lorena, que se casó en 1631 con el duque Carlos IV de Lorena (1604-1675);
- Claudia de Lorena (1612–1648), casada en 1634 con el duque Nicolás Francisco de Lorena (1609-1670).

## Antepasados
|  |                                           |  |  |  |  |  |  |  |  |  |  |  |  |  |  |  |
|  | 16. Renato II de Lorena                   |  |  |  |  |  |  |  |  |  |  |  |  |  |  |  |
|  |                                           |  |  |  |  |  |  |  |  |  |  |  |  |  |  |  |
|  |                                           |  |  |  |  |  |  |  |  |  |  |  |  |  |  |  |
|  | 8. Antonio de Lorena                      |  |  |  |  |  |  |  |  |  |  |  |  |  |  |  |
|  |                                           |  |  |  |  |  |  |  |  |  |  |  |  |  |  |  |
|  |                                           |  |  |  |  |  |  |  |  |  |  |  |  |  |  |  |
|  | 17. Felipa de Güeldres                    |  |  |  |  |  |  |  |  |  |  |  |  |  |  |  |
|  |                                           |  |  |  |  |  |  |  |  |  |  |  |  |  |  |  |
|  |                                           |  |  |  |  |  |  |  |  |  |  |  |  |  |  |  |
|  | 4. Francisco I de Lorena                  |  |  |  |  |  |  |  |  |  |  |  |  |  |  |  |
|  |                                           |  |  |  |  |  |  |  |  |  |  |  |  |  |  |  |
|  |                                           |  |  |  |  |  |  |  |  |  |  |  |  |  |  |  |
|  | 18. Gilberto de Montpensier               |  |  |  |  |  |  |  |  |  |  |  |  |  |  |  |
|  |                                           |  |  |  |  |  |  |  |  |  |  |  |  |  |  |  |
|  |                                           |  |  |  |  |  |  |  |  |  |  |  |  |  |  |  |
|  | 9. Renata de Borbón                       |  |  |  |  |  |  |  |  |  |  |  |  |  |  |  |
|  |                                           |  |  |  |  |  |  |  |  |  |  |  |  |  |  |  |
|  |                                           |  |  |  |  |  |  |  |  |  |  |  |  |  |  |  |
|  | 19. Clara Gonzaga                         |  |  |  |  |  |  |  |  |  |  |  |  |  |  |  |
|  |                                           |  |  |  |  |  |  |  |  |  |  |  |  |  |  |  |
|  |                                           |  |  |  |  |  |  |  |  |  |  |  |  |  |  |  |
|  | 2. Carlos III de Lorena                   |  |  |  |  |  |  |  |  |  |  |  |  |  |  |  |
|  |                                           |  |  |  |  |  |  |  |  |  |  |  |  |  |  |  |
|  |                                           |  |  |  |  |  |  |  |  |  |  |  |  |  |  |  |
|  | 20. Juan I de Dinamarca                   |  |  |  |  |  |  |  |  |  |  |  |  |  |  |  |
|  |                                           |  |  |  |  |  |  |  |  |  |  |  |  |  |  |  |
|  |                                           |  |  |  |  |  |  |  |  |  |  |  |  |  |  |  |
|  | 10. Cristián II de Dinamarca              |  |  |  |  |  |  |  |  |  |  |  |  |  |  |  |
|  |                                           |  |  |  |  |  |  |  |  |  |  |  |  |  |  |  |
|  |                                           |  |  |  |  |  |  |  |  |  |  |  |  |  |  |  |
|  | 21. Princesa Cristina de Sajonia          |  |  |  |  |  |  |  |  |  |  |  |  |  |  |  |
|  |                                           |  |  |  |  |  |  |  |  |  |  |  |  |  |  |  |
|  |                                           |  |  |  |  |  |  |  |  |  |  |  |  |  |  |  |
|  | 5. Princesa Cristina de Dinamarca         |  |  |  |  |  |  |  |  |  |  |  |  |  |  |  |
|  |                                           |  |  |  |  |  |  |  |  |  |  |  |  |  |  |  |
|  |                                           |  |  |  |  |  |  |  |  |  |  |  |  |  |  |  |
|  | 22. Felipe I de Castilla                  |  |  |  |  |  |  |  |  |  |  |  |  |  |  |  |
|  |                                           |  |  |  |  |  |  |  |  |  |  |  |  |  |  |  |
|  |                                           |  |  |  |  |  |  |  |  |  |  |  |  |  |  |  |
|  | 11. Archiduquesa Isabel de Austria        |  |  |  |  |  |  |  |  |  |  |  |  |  |  |  |
|  |                                           |  |  |  |  |  |  |  |  |  |  |  |  |  |  |  |
|  |                                           |  |  |  |  |  |  |  |  |  |  |  |  |  |  |  |
|  | 23. Juana I de Castilla                   |  |  |  |  |  |  |  |  |  |  |  |  |  |  |  |
|  |                                           |  |  |  |  |  |  |  |  |  |  |  |  |  |  |  |
|  |                                           |  |  |  |  |  |  |  |  |  |  |  |  |  |  |  |
|  | 1. Enrique II de Lorena                   |  |  |  |  |  |  |  |  |  |  |  |  |  |  |  |
|  |                                           |  |  |  |  |  |  |  |  |  |  |  |  |  |  |  |
|  |                                           |  |  |  |  |  |  |  |  |  |  |  |  |  |  |  |
|  | 24. Carlos, conde de Angulema             |  |  |  |  |  |  |  |  |  |  |  |  |  |  |  |
|  |                                           |  |  |  |  |  |  |  |  |  |  |  |  |  |  |  |
|  |                                           |  |  |  |  |  |  |  |  |  |  |  |  |  |  |  |
|  | 12. Francisco I de Francia                |  |  |  |  |  |  |  |  |  |  |  |  |  |  |  |
|  |                                           |  |  |  |  |  |  |  |  |  |  |  |  |  |  |  |
|  |                                           |  |  |  |  |  |  |  |  |  |  |  |  |  |  |  |
|  | 25.Luisa de Saboya                        |  |  |  |  |  |  |  |  |  |  |  |  |  |  |  |
|  |                                           |  |  |  |  |  |  |  |  |  |  |  |  |  |  |  |
|  |                                           |  |  |  |  |  |  |  |  |  |  |  |  |  |  |  |
|  | 6. Enrique II de Francia                  |  |  |  |  |  |  |  |  |  |  |  |  |  |  |  |
|  |                                           |  |  |  |  |  |  |  |  |  |  |  |  |  |  |  |
|  |                                           |  |  |  |  |  |  |  |  |  |  |  |  |  |  |  |
|  | 26. Luis XII de Francia                   |  |  |  |  |  |  |  |  |  |  |  |  |  |  |  |
|  |                                           |  |  |  |  |  |  |  |  |  |  |  |  |  |  |  |
|  |                                           |  |  |  |  |  |  |  |  |  |  |  |  |  |  |  |
|  | 13. Princesa Claudia de Francia           |  |  |  |  |  |  |  |  |  |  |  |  |  |  |  |
|  |                                           |  |  |  |  |  |  |  |  |  |  |  |  |  |  |  |
|  |                                           |  |  |  |  |  |  |  |  |  |  |  |  |  |  |  |
|  | 27. Ana de Bretaña                        |  |  |  |  |  |  |  |  |  |  |  |  |  |  |  |
|  |                                           |  |  |  |  |  |  |  |  |  |  |  |  |  |  |  |
|  |                                           |  |  |  |  |  |  |  |  |  |  |  |  |  |  |  |
|  | 3. Princesa Claudia de Valois             |  |  |  |  |  |  |  |  |  |  |  |  |  |  |  |
|  |                                           |  |  |  |  |  |  |  |  |  |  |  |  |  |  |  |
|  |                                           |  |  |  |  |  |  |  |  |  |  |  |  |  |  |  |
|  | 28. Pedro II de Médici                    |  |  |  |  |  |  |  |  |  |  |  |  |  |  |  |
|  |                                           |  |  |  |  |  |  |  |  |  |  |  |  |  |  |  |
|  |                                           |  |  |  |  |  |  |  |  |  |  |  |  |  |  |  |
|  | 14. Lorenzo II de Médici, duque de Urbino |  |  |  |  |  |  |  |  |  |  |  |  |  |  |  |
|  |                                           |  |  |  |  |  |  |  |  |  |  |  |  |  |  |  |
|  |                                           |  |  |  |  |  |  |  |  |  |  |  |  |  |  |  |
|  | 29. Alfonsina Orsini                      |  |  |  |  |  |  |  |  |  |  |  |  |  |  |  |
|  |                                           |  |  |  |  |  |  |  |  |  |  |  |  |  |  |  |
|  |                                           |  |  |  |  |  |  |  |  |  |  |  |  |  |  |  |
|  | 7. Catalina de Médici                     |  |  |  |  |  |  |  |  |  |  |  |  |  |  |  |
|  |                                           |  |  |  |  |  |  |  |  |  |  |  |  |  |  |  |
|  |                                           |  |  |  |  |  |  |  |  |  |  |  |  |  |  |  |
|  | 30. Juan III de Auvernia                  |  |  |  |  |  |  |  |  |  |  |  |  |  |  |  |
|  |                                           |  |  |  |  |  |  |  |  |  |  |  |  |  |  |  |
|  |                                           |  |  |  |  |  |  |  |  |  |  |  |  |  |  |  |
|  | 15. Magdalena de la Tour de Auvernia      |  |  |  |  |  |  |  |  |  |  |  |  |  |  |  |
|  |                                           |  |  |  |  |  |  |  |  |  |  |  |  |  |  |  |
|  |                                           |  |  |  |  |  |  |  |  |  |  |  |  |  |  |  |
|  | 31. Juana de Borbón-Vendome               |  |  |  |  |  |  |  |  |  |  |  |  |  |  |  |
|  |                                           |  |  |  |  |  |  |  |  |  |  |  |  |  |  |  |
|  |                                           |  |  |  |  |  |  |  |  |  |  |  |  |  |  |  |